# Lucas Mensa
Pas d'image ? Cliquez ici

a Compétitions nationales et continentales officielles uniquement.

b Matchs officiels uniquement.
Dernière mise à jour le 11 août 2023.
Lucas Mensa, né le 24 mai 1996 à Burzaco (Argentine), est un joueur international argentin de rugby à XV, jouant au poste de centre à Oyonnax Rugby.

## Biographie

### Carrière en club
Bien que né et formé initialement en Argentine, Lucas Mensa a également fait ses armes au centre de formation de l'ASM Clermont Auvergne. Il y a été recommandé par Martín Scelzo, joueur du club, qui a le temps de sa formation hébergé chez lui le jeune Mensa.
Jusqu'à sa première sélection en équipe d'Argentine, Lucas Mensa n'a cependant pour toute expérience du haut niveau que quatre saisons du championnat d'Argentine avec le Club Pucará. Il y a joué 50 matchs de 2015 à 2018.
En 2020 il décide de rejoindre la Pro D2 par le biais du Valence Romans Drôme Rugby.
En 2021 il rejoint le Stade montois avec qui il atteint la finale du championnat de France de Pro D2 dès sa première saison.
Après 2 saisons au Stade montois il décide de s’engager en 2023 pour 2 saisons avec le club d’Oyonnax rugby.

### Carrière en équipe nationale
C'est sans aucune expérience du rugby professionnel que Lucas Mensa est appelé à disputer son premier test match, le 17 août 2019 contre l'Afrique du Sud, en tant que titulaire. Deux jours plus tard, bénéficiant peut-être des mauvais résultats des autres joueurs durant le Rugby Championship, il est retenu parmi les 31 joueurs argentins disputant la Coupe du monde au Japon.